# TT16
La tombe thébaine TT 16 est située à Dra Abou el-Naga, dans la nécropole thébaine, sur la rive ouest du Nil, face à Louxor en Égypte.
C'est la sépulture de Panehsy, qui était prophète d'Amenhotep Ier divinisé, sous le règne de Ramsès II.
La femme de Panehesy se nomme Tarennou. Un frère de Panehesy appelé Pahesy apparaît dans une scène de procession,.

## Description
Le tombeau est assez grossièrement taillé dans la roche, et le décor est pauvre. Une scène de la barque d'Amenhotep Ier a été presque totalement détruit, mais d'autres scènes montrant Panehsy et sa femme debout devant Osiris sont conservées.